# Arib Maazouzi
Arib Maazouzi (27 aprile 1988) è un ex giocatore di calcio a 5 e calciatore norvegese, attaccante del Grorud e del Rommen.

## Carriera
Attivo sia nel campo del calcio a 5 che in quello del calcio, per quanto concerne quest'ultima attività Maazouzi ha iniziato la carriera con la maglia del Grorud. Successivamente, si è trasferito al Romsås, per passare poi al Gjellerasen nel 2012. Rimasto in squadra per un triennio, nel 2015 ha fatto ritorno al Romsås. Sempre nello stesso anno, si è accordato con il Rilindja. Nel 2016, ha firmato nuovamente per il Gjelleråsen. Nel 2017 è passato al Rommen.
Nel calcio a 5, Maazouzi gioca per il Grorud. Ha giocato per la Nazionale di calcio a 5 della Norvegia. Ha esordito in squadra il 6 gennaio 2015, nella sconfitta per 4-8 contro la Slovenia, in una partita disputatasi ad Oslo.

## Statistiche

### Presenze e reti nei club
Statistiche aggiornate al 16 giugno 2017.
| Stagione           | Club               | Campionato         | Campionato | Campionato | Coppe nazionali | Coppe nazionali | Coppe nazionali | Coppe continentali | Coppe continentali | Coppe continentali | Supercoppe | Supercoppe | Supercoppe | Totale | Totale |
| Stagione           | Club               | Comp               | Pres       | Reti       | Comp            | Pres            | Reti            | Comp               | Pres               | Reti               | Comp       | Pres       | Reti       | Pres   | Reti   |
| ------------------ | ------------------ | ------------------ | ---------- | ---------- | --------------- | --------------- | --------------- | ------------------ | ------------------ | ------------------ | ---------- | ---------- | ---------- | ------ | ------ |
| 2007               | Grorud             | 3D                 | ?          | ?          | CN              | ?               | ?               | -                  | -                  | -                  | -          | -          | -          | ?      | ?      |
| 2008               | Grorud             | 3D                 | ?          | ?          | CN              | ?               | ?               | -                  | -                  | -                  | -          | -          | -          | ?      | ?      |
| 2009               | Grorud             | 3D                 | ?          | ?          | CN              | ?               | ?               | -                  | -                  | -                  | -          | -          | -          | ?      | ?      |
| Totale Grorud      | Totale Grorud      | Totale Grorud      | ?          | ?          |                 | ?               | ?               |                    | -                  | -                  |            | -          | -          | ?      | ?      |
| 2011               | Romsås             | 3D                 | ?          | ?          | CN              | ?               | ?               | -                  | -                  | -                  | -          | -          | -          | ?      | ?      |
| 2012               | Gjellerasen        | 5D                 | ?          | ?          | CN              | ?               | ?               | -                  | -                  | -                  | -          | -          | -          | ?      | ?      |
| 2013               | Gjellerasen        | 4D                 | ?          | ?          | CN              | ?               | ?               | -                  | -                  | -                  | -          | -          | -          | ?      | ?      |
| 2014               | Gjellerasen        | 4D                 | ?          | ?          | CN              | ?               | ?               | -                  | -                  | -                  | -          | -          | -          | ?      | ?      |
| 2015               | Romsås             | 4D                 | ?          | ?          | CN              | ?               | ?               | -                  | -                  | -                  | -          | -          | -          | ?      | ?      |
| Totale Romsås      | Totale Romsås      | Totale Romsås      | ?          | ?          |                 | ?               | ?               |                    | -                  | -                  |            | -          | -          | ?      | ?      |
| 2015               | Rilindja           | 4D                 | ?          | ?          | CN              | -               | -               | -                  | -                  | -                  | -          | -          | -          | ?      | ?      |
| 2016               | Gjellerasen        | 4D                 | ?          | ?          | CN              | ?               | ?               | -                  | -                  | -                  | -          | -          | -          | ?      | ?      |
| 2017               | Rommen             | 4D                 | ?          | ?          | CN              | ?               | ?               | -                  | -                  | -                  | -          | -          | -          | ?      | ?      |
| Totale Gjelleråsen | Totale Gjelleråsen | Totale Gjelleråsen | ?          | ?          |                 | ?               | ?               |                    | -                  | -                  |            | -          | -          | ?      | ?      |
| Totale             | Totale             | Totale             | ?          | ?          |                 | ?               | ?               |                    | -                  | -                  |            | -          | -          | ?      | ?      |